# 伊恩·泰勒 (1938年)
伊恩·戴维·泰勒（英語：Ian David Taylor，1938年4月18日—），英国前男子曲棍球运动员。他曾代表英国国家队参加1960年夏季奥林匹克运动会曲棍球比赛，结果队伍获得第四名。